# Vicki Leekx
A Vicki Leekx egy mixtape M.I.A. brit énekesnőtől, mely 2010. december 31-én jelent meg, Maya című albumát követve, melyet 2010 elején adtak ki. Twitteren jelentette be az énekesnő, az év utolsó napján kiad egy mixtape-t, mely ingyenesen letölthető formátumban került fel a világhálóra. A Maya című albumról újradolgozott dalok mellett új számokat is tartalmaz, melyeket a 2010-es Wikileaks vita okozott, viszont a politikai hatás nem jellemző a lemezre.

## Háttér

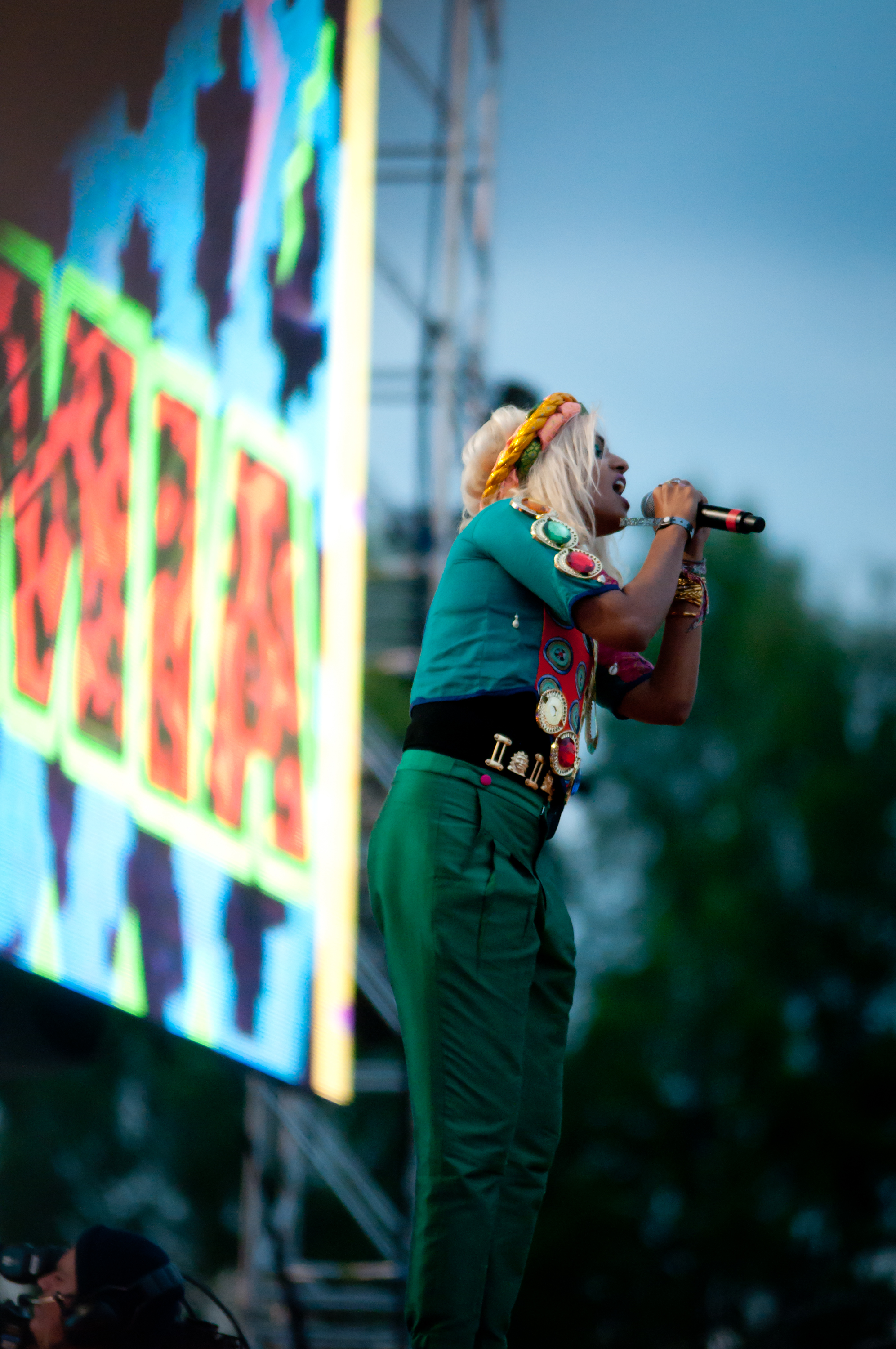
M.I.A. 2011-ben

M.I.A. brit énekesnő 2010 júliusában adta ki Maya című nagylemezét, melyről vegyes kritikák születtek. December elején bejelentette Twitteren, az év utolsó napján kiad egy mixtape-t. A Vicki Leekx Bangkokban került feltöltésre a YouSendIt használatával. Josiah Hughes közölte, az albumot az év eseményei inspirálták. Karácsony előtt indult a vickileekx.com weboldal, mely visszaszámlált a mixtape megjelenéséig. December 30-án M.I.A. egy képet töltött fel, mely a dallistát tartalmazta.

## Számlista
Habár a mixtape egy 36 perces fájl, igazából 20 dalból áll.
| #  | Cím                               | Hossz |
| -- | --------------------------------- | ----- |
| 1  | Intro                             | 0:16  |
| 2  | The World                         | 1:58  |
| 3  | Bamboo Go                         | 0:58  |
| 4  | Illy Girl                         | 0:46  |
| 5  | Super Tight                       | 1:27  |
| 6  | Let Me Hump You                   | 2:10  |
| 7  | WWW/Meds/Feds                     | 1:57  |
| 8  | Steppin/Up                        | 1:01  |
| 9  | Go At It                          | 1:32  |
| 10 | Vicki Intermission                | 0:20  |
| 11 | Gen -N-E-Y                        | 3:05  |
| 12 | Bad Girls                         | 2:13  |
| 13 | Dutch Dutch                       | 0:19  |
| 14 | Marsha/Britney                    | 2:16  |
| 15 | Tamil Beat Munchi                 | 1:17  |
| 16 | Listen Up                         | 2:48  |
| 17 | Mudersounds Munchi                | 2:30  |
| 18 | Overdrive                         | 3:12  |
| 19 | You My Love (közreműködik Rosaly) | 3:08  |
| 20 | Get Around                        | 3:28  |